# Siječanjska akcija
Siječanjska akcija, hrvatska kazališna revija. Održava se od 2014. godine svakog siječnja. Organizira ju zagrebački Teatar &TD koji njome otvara novu kazališnu godinu. Revija traje tri tjedna, te donosi dvanaestak naslova, kazališnih uspješnica iz tekuće i proteklih sezona ove kazališne kuće.